# Steven Burns
Michael Steven "Steve" Burns (Boyertown, Pensilvania; 9 de octubre de 1973) es un actor, cantante y guitarrista estadounidense. Es más conocido como Steve en el programa para niños Las pistas de Blue.

## Carrera
Tocó en las bandas Sudden Impact US, Nine Pound Truck y los Ivys, mientras estudiaba en la escuela secundaria y la universidad. Estudió teatro con una beca de actuación de la Universidad DeSales en Center Valley, Pensilvania. Dejó la escuela y se mudó a Nueva York para convertirse en un actor profesional. Vivía en el sótano de un departamento cerca del Times Square, buscando su primer éxito como la voz más artista de los anuncios y apariciones en Homicide: Life on the Street y La ley y el orden.

## Las pistas de Blue
En 1995, Burns audicionó para Las pistas de Blue, pensando que era otro papel de voz en off. Se presentó con el pelo largo y un piercing; "Parecía una rata skater", dijo.[cita requerida] En un principio, los ejecutivos de Nickelodeon no aceptaron a Burns para su nuevo show, pero en audiciones posteriores los creadores de la serie le pidieron que se vistiera de manera más conservadora. Burns informó que los creadores, en una conversación telefónica, le pidieron: "¿Podrías no verte como tú, mañana por la mañana?". Se puso de manifiesto, sin embargo, que él era el favorito de las pruebas de audiencia pre-escolar. El productor ejecutivo y cocreador Traci Paige Johnson informó que de las 100 personas que audicionaron, Burns era "el más real". Como dijo el Dr. Alice Wilder, director de Investigación y Desarrollo de Nickelodeon, "Simplemente había algo acerca de este chico, que acababa de salir de Pensilvania, quien sabía hacia dónde mirar en la cámara para hablar realmente a los niños. Él era el correcto".
Desde su estreno, Las pistas de Blue fue un éxito instantáneo, debido a las actuaciones de Steve Burns tanto como el formato del programa. Se convirtió en "una súper estrella" entre su audiencia y sus padres, pero desconocido para todo el mundo, y disfrutó de lo que él llama ser una "micro-celebridad, tan pequeño como una celebridad puede ser". Como el New York Times informó, "era seguido ávidamente entre las niñas preadolescentes y sus madres. Las primeras le enviaban torrentes de correos electrónicos; las segundas examinaban el programa con una intensidad que podía hacer que incluso Elmo, el Muppet rojo, se ruborizara". En el año 2000, la revista People incluyó a Burns en su lista anual de los solteros más codiciados de Estados Unidos.
Burns se vio "muy involucrado" en la producción de Las pistas de Blue desde el principio. Uno de los aspectos más difíciles de ser anfitrión, era actuar frente a la "pantalla azul" antes que la animación fuera añadida. Burns, lo calificó de "desesperante" y lo comparó a "actuar en el fondo de una piscina".
Luego de seis años y más de 100 conciertos, Burns deja Las pistas de Blue en 2002 y es reemplazado por Donovan Patton. Su papel en el espectáculo "estaba empezando a impacientarse" después de cinco años, por lo que se fue para seguir una carrera musical. El día después de terminar el rodaje de su último episodio de la serie, se afeitó la cabeza, algo que quería hacer desde hace muchos años, pero los productores del programa no se lo permitían.
La salida de Burns causó que resurgieran los rumores que habían circulado acerca de él desde 1998. Como Burns dijo: "Los rumores alrededor de mí siempre han sido muy extraños". Burns, hizo una aparición en El Show de Rosie O'Donnell para aclarar estos rumores, él y la cocreadora Angela Santomero aparecieron para ayudar a los padres a mitigar los temores de los niños que podrían haber oído los rumores.
En noviembre del 2019, Burns apareció como el Detective Steve en el capítulo "Meet Josh!" junto a Donovan Patton quien también fue anfitrión de Las pistas de Blue luego de la salida de Burns del programa.
En septiembre de 2021, Steven apareció en un video presentado por las cuentas oficiales de Nickelodeon para conmemorar el aniversario 25 del programa.